# Naine hollandaise (poule)
Pour les articles homonymes, voir Hollandaise huppée.
La Naine Hollandaise ou « Hollandskriel » en néerlandais, est une race de poule domestique.

## Description
C'est la plus petite race de poule naine en Europe, elle est de type fermier.
Elle est vive, rustique et porte les ailes tombantes.
C'est une race très ancienne, présente depuis plusieurs siècles dans les fermes hollandaises.

### Origine
Originaire des Pays-Bas, des provinces de Hollande. Reconnue au standard en 1906.

### Standardofficiel
- Masse idéale : Coq : 500 à 550 g ; Poule : 400 à 450 g
- Crête : simple
- Oreillons : blancs
- Couleur des yeux : orange à brun-rougeâtre
- Couleur de la peau : blanche
- Couleur des tarses : couleur selon variété.

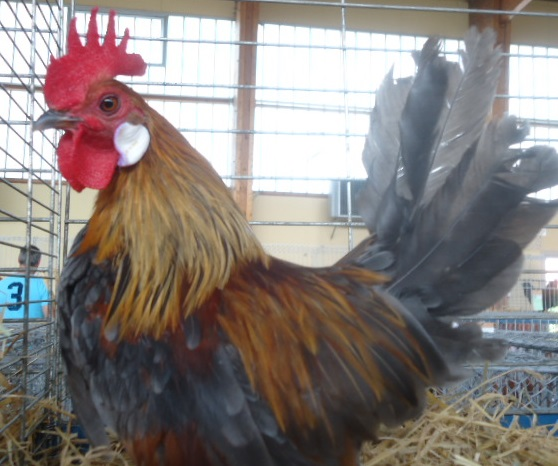
Coq Naine Hollandaise saumon bleu doré

- Coq Naine Hollandaise saumon bleu doréVariétés de plumage : blanc, bleu, gris perle, noir, coucou, fauve, froment, froment argenté, saumon argenté, saumon bleu argenté, saumon argenté à épaules rouges, saumon bleu argenté à épaules rouges, saumon doré, saumon bleu doré, saumon doré clair, saumon blanc doré, saumon coucou doré, saumoné, caille, caille argenté, caille bleu, noir caillouté blanc, blanc herminé noir, fauve herminé noir, fauve herminé bleu, porcelaine doré, porcelaine citronné.

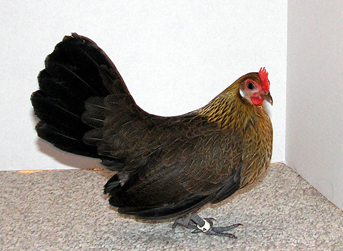
Poule Naine Hollandaise saumon doré

- Masse idéale des œufs à couver : min. 28 g, coquille blanche
- Diamètre des bagues : Coq : 11 mm ; Poule : 9 mm

## Club officiel

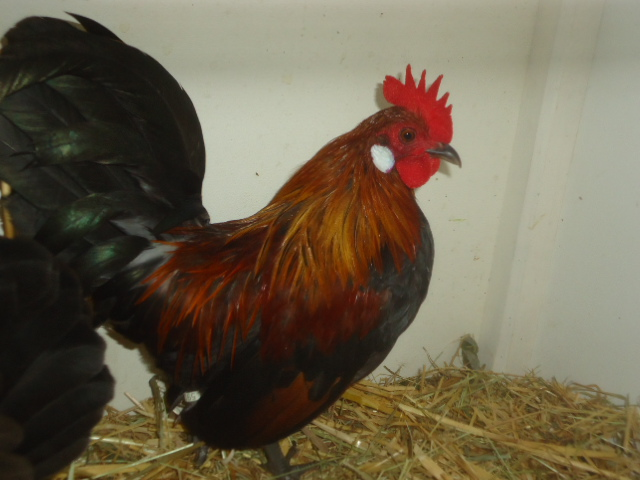
Coq Naine Hollandaise saumon doré

Bantam club français

## Sources
- Le Standard officiel des volailles de grandes races (Poules, oies, dindons, canards et pintades), édité par la SCAF.
- Le Standard officiel des poules de races naines, édité par le BCF.